# Nordic Library at Athens
Die Nordic Library at Athens (griechisch Βιβλιοθήκη των Βορείων Χωρών στην Αθήνα) ist eine von mehreren internationalen archäologischen Bibliotheken in Athen. Getragen wird sie von einem Zusammenschluss der vier skandinavischen Institute in Athen, des Svenska Institutet i Athen (Schweden), des Suomen Ateenan-instituutti (Finnland), des Norske Institutt i Athen (Norwegen) und des Danske Institut i Athen (Dänemark).
Die 1996 gegründete Einrichtung ist eine reine Präsenzbibliothek und umfasst etwa 40.000 Bände, die vor allem das Gebiet der Klassischen Archäologie in Griechenland sowie Religion und Geschichte der griechischen Antike abdecken. Sie sammelt ungefähr 450 Zeitschriften und andere Periodika. Die in den einzelnen Trägerinstituten vorhandenen kleinen Sammlungen an Fachliteratur werden vom Katalog der Nordic Library erschlossen.

## Moderne Archive
Die Bibliothek beherbergt die Archive des unter dem Pseudonym Nikolas Kalas bekannten griechisch-amerikanischen Dichters und Kunsthistorikers Nikos Kalamaris. Das Archiv des surrealistischen Künstlers wurde 1999 übergeben und umfasst Briefe, Essays, Artikel und Fotografien sowie weiteres Material.
Im Jahr 2005 erhielt die Bibliothek eine Schenkung von Finn Ståhl, einem schwedischen Philhellenen und Konsul in Kreta. Sie umfasste etwa 250 Werke mit Bezug zu dem griechischen Dichter Konstantinos Kavafis, teils dessen Gedichtbände, teils Literatur über dessen Werk in griechischer und anderen Sprachen.
Die Archivmaterialien sind durch Kataloge erschlossen und interessierten Wissenschaftlern zugänglich.